# 穿越航空
穿越航空（英語：AirTran Airways）是美國一家已停业的廉價航空公司，總部位于佛羅里達奧蘭多國際機場，2014年被西南航空收购后停业。穿越航空主要樞紐在亞特蘭大哈茲菲爾德-傑克遜國際機場，每日有750班班機服务于美國東部和中西部，包括270班從亞特蘭大開出的班機。穿越航空擁有全球最大的波音717機隊。
2011年5月2日西南航空完成收购穿越航空。

## 歷史
穿越航空成立於1993年6月，同年10月26日開始營運，初期名為「征服太陽航空」。值得一提的是，穿越航空的英文（AirTran）與另一間美國的航空公司（American Trans Air，ATA，已倒閉）很相近。
1997年7月，穿越航空與瓦盧杰航空合併。
2010年9月，西南航空宣佈以約14億美元收購穿越航空，收購於2011年5月2日完成。兩家航空公司名稱將同時存續。2014年12月28日，西南航空宣布完成與穿越航空的合併，同時結穿越航空結束其最後一次航班的營運。

## 航點

### 美國
- 鳳凰城
- 洛杉磯
- 圣迭戈
- 舊金山
- 丹佛
- Daytona Beach
- 劳德代尔堡
- 麥爾斯堡
- 傑克遜維爾
- 邁阿密
- 奧蘭多
- 彭萨科拉
- 佈雷登頓
- 坦帕
- 西棕榈滩
- 亞特蘭大
- 萨凡纳
- 布魯明顿
- 芝加哥
- Moline
- 印第安納波利斯
- 威奇托
- 新奥尔良
- 波特兰
- 波士頓
- 火石
- 聖保羅[需要消歧义]
- Gulfport
- 堪薩斯城
- 聖路易斯
- 拉斯維加斯
- 紐瓦克
- 水牛城
- Newburgh
- 紐約
- 羅徹斯特
- 白原市
- 夏洛特
- 达勒姆
- 坎頓
- 代頓
- 費城
- 匹茲堡
- 查爾斯頓
- 孟菲斯
- 達拉斯
- 休斯頓
- 阿靈頓縣
- 杜勒斯
- 紐波特紐斯
- 里士满
- 西雅圖
- 密爾沃基

### 波多黎各
- 聖胡安

## 機隊

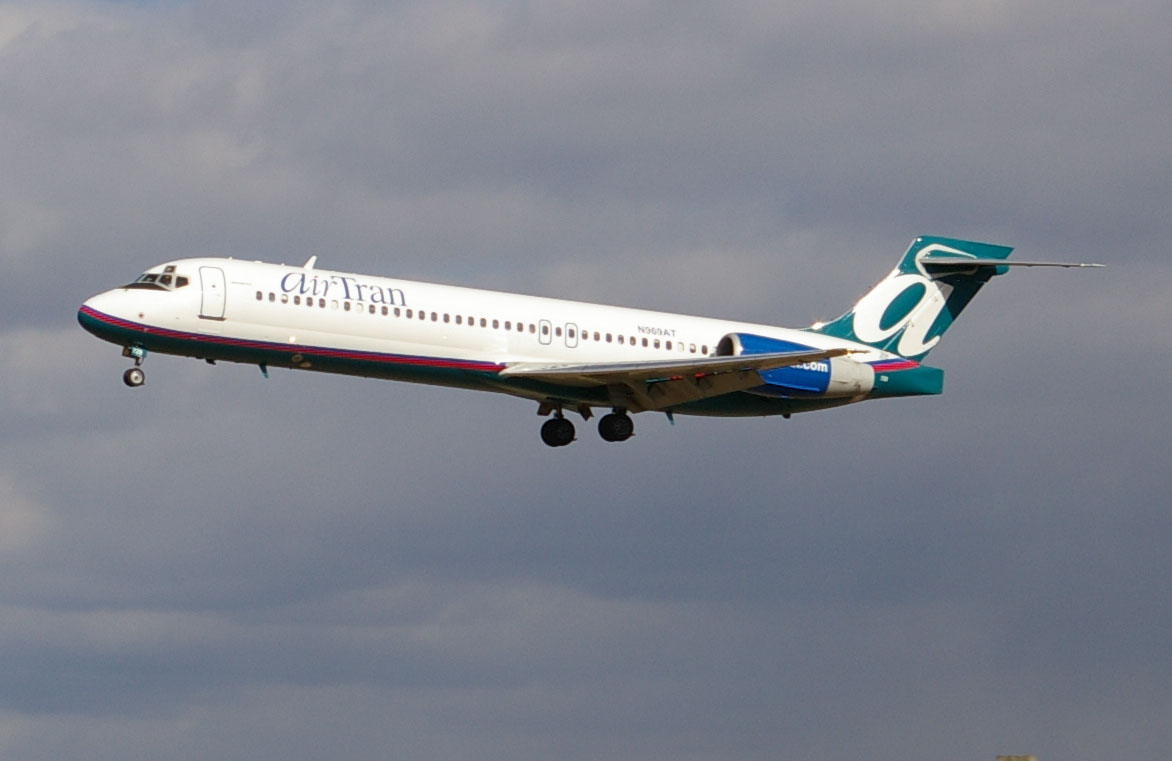
一架穿越航空的波音717-200正在巴尔的摩/华盛顿瑟古德·马歇尔国际机场着陆

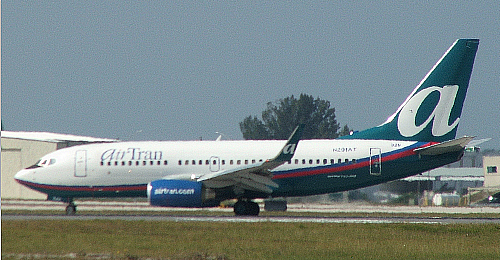
穿越航空的波音737-700

截至2014年9月15日，穿越航空的機隊如下：
值得一提的是，穿越航空同时运营着第一架和最后一架出厂的波音717。

## 意外與事故
雖然在合併前瓦盧杰航空曾發生空難，但合併後穿越航空並沒有發生有人員喪生的事故。
- 1998年11月1日，穿越航空867號班機，波音737-200，地點：亞特蘭大
- 2000年8月8日，穿越航空913號班機，道格拉斯DC-9-32，地點：格林斯堡
- 2000年11月29日，穿越航空956號班機，道格拉斯 DC-9-32，地點：亞特蘭大
- 2003年3月26日，穿越航空356號班機，波音717-200，地點：Flushing
- 2004年3月5日，波音717-200，地點：亞特蘭大

1. ↑  . Southwest Airlines Newsroom.   [2022-08-16]. （原始内容存档于2022-08-16） （英语）.